# Thomas Preljubović
Thomas Preljubović, död 1384, var en frankisk monark. Han var despot av despotatet Epirus 1366–1384.